# Gunilla Herminge
Gunilla Herminge, född 1963 i Säffle, är en röstskådespelare som spelar rösten till Buttran i Powerpuffpinglorna och The Powerpuff Girls Movie samt till Marie Kratz i Ed, Edd & Eddy.
År 1987 spelade hon Heather Salomon i Hesteguden, i en uppsättning av Teaterklanen som under den tiden var en skola i Köpenhamn. År 1992 medverkade hon i den danska kortfilmen Strudsen. År 2000 regisserade hon teatergruppen Combacs uppsättning av Elo Sjögrens pjäs Show Time. Herminge har även regisserat en uppsättning av Den starkare av Strindberg. Då med María Árnadóttir i rollen som Fröken Y.